# Scriptosaura catimbau
Genre
Espèce
Scriptosaura catimbau, unique représentant du genre Scriptosaura, est une espèce de sauriens de la famille des Gymnophthalmidae.

## Répartition
Cette espèce est endémique du Pernambouc au Brésil.

## Étymologie
Son nom d'espèce lui a été donné en référence à son lieu de découverte, le parc national de la vallée du Catimbau.

## Publication originale
- Rodrigues & dos Santos, 2008 : A new genus and species of eyelid-less and limb reduced gymnophthalmid lizard from northeastern Brazil (Squamata, Gymnophthalmidae). Zootaxa, no 1873, p. 50–60.